# Trâu rừng rậm châu Phi
Trâu rừng rậm châu Phi (Danh pháp khoa học: Syncerus caffer nanus) hay còn gọi là Trâu đỏ là phân loài nhỏ nhất của trâu rừng châu Phi. Nó có liên quan mật thiết đến trâu rừng châu Phi hay Trâu Cape (Syncerus caffer caffer), Trâu thảo nguyên Tây Phi (brachyceros caffer Syncerus) và Trâu thảo nguyên Trung Phi (Syncerus caffer aequinoctialis). Tuy nhiên, nó là phân loài chỉ cư trú chủ yếu ở các khu rừng nhiệt đới của miền Trung và Tây Phi với lượng mưa hàng năm khoảng 1.500 mm

## Đặc điểm

### Hình dáng

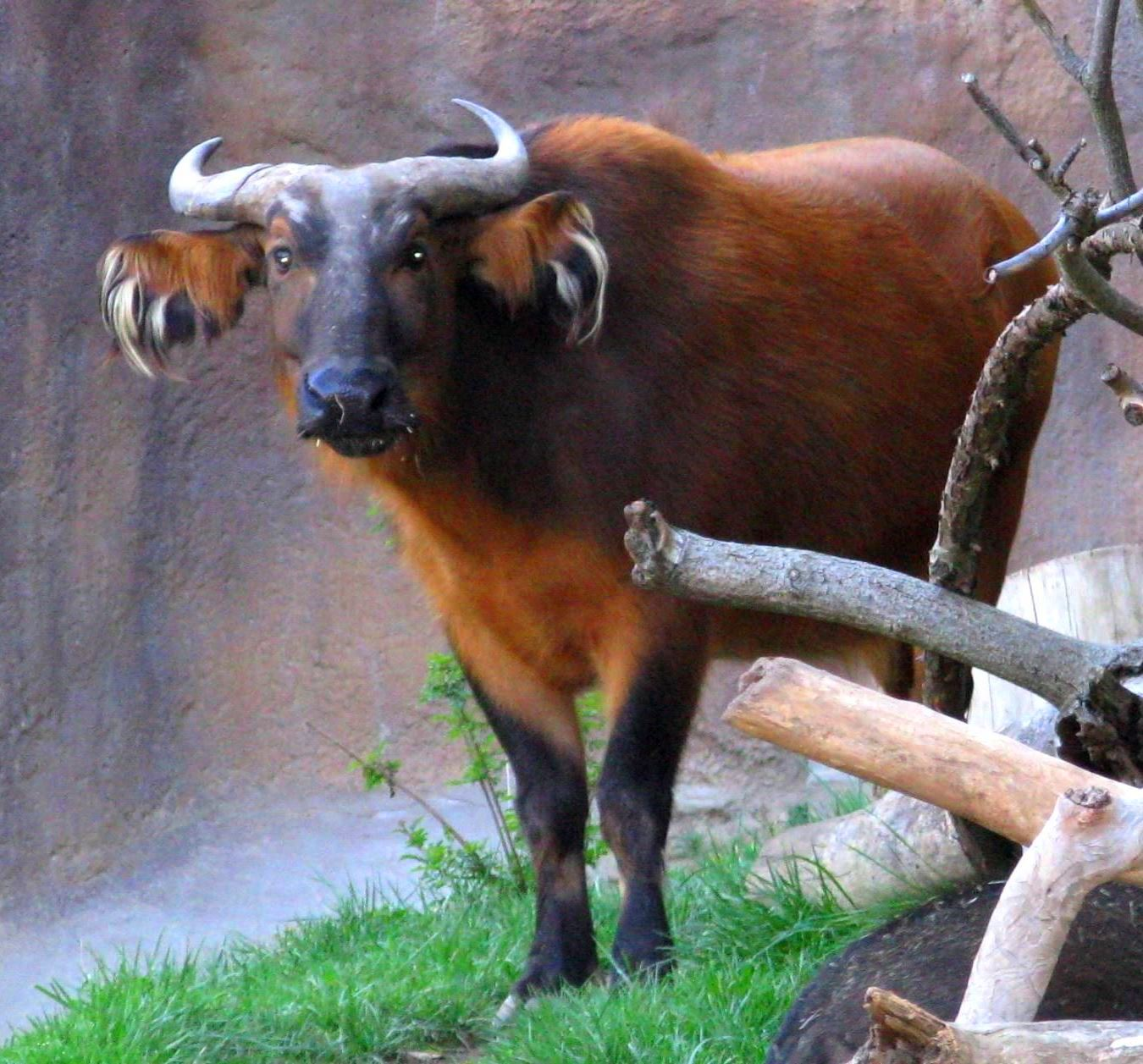
Trâu đỏ

Chúng là phân loài nhỏ nhất; chiều cao vai u ít hơn 120 cm và cân nặng trung bình khoảng 270 kg (600 lb). Có màu đỏ, với các mảng sẫm màu trên đầu và vai trong tai tạo thành hình một cây bút lông. Trâu lùn phổ biến ở vùng rừng tại Trung và Tây châu Phi. Phân loài này rất khác nhau từ hình mẫu tiêu chuẩn, một số nhà nghiên cứu xem xét nó vẫn là một loài riêng biệt, S. nanus. Lai giữa phân loài điển hình và lùn không phải hiếm.
Trâu rừng rậm châu Phi là nhiều nhỏ hơn so với kích thước của trâu rừng châu Phi. Trâu rừng châu Phi cân năng đến 400–800 kg (880-1760 lbs), trong khi trâu rừng rậm châu Phi có trong lương nhẹ hơn nhiều, chúng chỉ cân nặng từ 250–320 kg (550-705 lbs). Trọng lượng không phải là sự khác biệt duy nhất vì phân loài này có đặc điểm hơi đỏ ẩn màu nâu đậm ở vùng da mặt. Hình dạng và kích thước của sừng trâu rừng phân biệt từ phân loài khác. Trâu rừng rậm châu Phi có sừng nhỏ hơn nhiều so với các họ hàng trên thảo nguyên của chúng như trâu Cape. Sừng trâu Cape thường phát triển và kết hợp lại với nhau, nhưng sừng trâu rừng hiếm khi như vậy.
Trâu đồng cỏ có bộ lông màu đen hoặc nâu sẫm tùy lứa tuổi. Trâu đực lớn có vòng tròn màu trắng xung quanh mắt. Trâu cái bộ lông có xu hướng hung đỏ hơn. Trâu rừng rậm thường có màu nâu hơi đỏ với cặp sừng cong ngược và vút nhẹ lên. Nghé con của cả hai loại có bộ lông màu đỏ. Một đặc trưng tiêu biểu của cặp sừng trâu đực châu Phi trưởng thành là sự hợp nhất góc sừng, tạo thành một lá chắn xương liên tiếp được gọi là một "boss" (cái bướu). Từ góc sừng, sừng rẽ ra hướng xuống dưới, sau đó nhẹ nhàng cong lên trên và hướng ra ngoài. Trâu đực lớn, khoảng cách giữa hai điểm kết thúc của hai sừng có thể đạt trên 1 mét. Cặp sừng hình thành hoàn chỉnh khi con vật đến 5 hoặc 6 năm tuổi. Trâu cái, sừng đạt trung bình, nhỏ hơn 10-20%, và cái bướu ít nổi bật. Sừng trâu rừng rậm có kích thước nhỏ hơn so với trâu đồng cỏ, thường đo được ít hơn 40 xentimét (16 in), và hầu như không bao giờ hợp nhất.

### Phân bố
Trâu rừng rậm châu Phi sống trong rừng mưa nhiệt đới của phương Tây và Trung Phi. Tuy nhiên, chỗ ở của chúng dao động thường bao gồm một sự kết hợp của vùng đầm lầy, thảo nguyên, và rừng nhiệt đới châu Phi ẩm ướt. Thảo nguyên là những khu vực nơi trâu gặm cỏ, trong khi các đầm lầy làm nơi tắm táp để loại bỏ các loài côn trùng ký sinh. Trâu rừng rất hiếm khi được quan sát thấy trong tán không gián đoạn của rừng (trảng cây). Chế độ ăn uống của chúng chủ yếu được tạo thành từ các loại cỏ và các loại cây khác mọc ở thảo nguyên.
Hỗn hợp của môi trường sống là điều cần thiết cho trâu rừng. Việc mở rộng và xâm lấn của các khu rừng nhiệt đới trên các thảo nguyên xung quanh và đồng bằng mở là khó khăn lớn trong việc duy trì các hệ sinh thái. Trâu rừng thưởng thức những con đường khai thác gỗ cũ và các lối mòn, nơi rừng là mỏng hơn và cỏ và các loại thực phẩm khác có thể phát triển. Trong những con trâu rừng khu vực phụ thuộc vào cỏ mà có thể phát triển như là một kết quả của các khu vực đã được trước đó một cách rõ ràng. Một số cán bộ quản lý công viên khu vực đốt cháy các thảo trên cơ sở thường xuyên để giữ cho các khu rừng nhiệt đới từ phát triển lên các thảo nguyên và thay đổi hệ sinh thái của khu vực.
Có thể được kết hợp với môi trường sống ít nghiệp, tuy nhiên, một khu vực lớn hơn mở đồng cỏ đã được quan sát để có một mối quan hệ tích cực với kích cỡ đàn trâu, vẫn còn đáng kể năm liên tục và ổn định sau năm. Mặc dù diện tích bao gồm trong một phạm vi gia đình là tương đối ổn định qua thời gian, các ưu đãi liên quan đến một phần của dãy núi này là sự thay đổi sử dụng nhiều nhất với các mùa. Từ tháng Ba đến tháng Tám trâu rừng dành phần lớn thời gian của chúng ở trong rừng, trong khi từ tháng Chín đến tháng hai chúng lại ở vùng cỏ và đầm lầy. 

## Tập tính
Trâu rừng rậm châu Phi có xu hướng sử dụng những nơi nghỉ ngơi dựa trên cồn cát trong mùa mưa, tuy vậy chúng cũng thích sử dụng đất và lá trong mùa khô. Trâu rừng rậm châu Phi sắp xếp thành đàn, giúp cho việc bảo vệ chống lại kẻ thù. Trong số các động vật ăn thịt thì báo hoa mai là loài phổ biến nhất nhưng thường chỉ là một mối đe dọa cho những con nghé và chỉ khi chúng có cơ hội.
Trâu rừng rậm châu Phi có cấu trúc đàn tương đối nhỏ so với Trâu Cape khi mà mỗi đàn trâu Cape có thể có đàn hơn một nghìn con trong khi đó trâu rừng rậm lại nhỏ hơn nhiều nhóm nhỏ như ba và hiếm khi hơn ba mươi con. Một đàn trâu rừng rậm thường bao gồm một hoặc đôi khi hai con trâu đực trưởng thành và một hậu cung của những con cái trưởng thành phục vụ cho chúng cùng với nhiều con nghé. Không giống như Trâu Cape bò trâu những trâu rừng rậm đực ở lại với đàn liên tục quanh năm.
Kích thước bầy đàn biến thiên cao độ. Cốt lõi của bầy đàn được tạo thành có liên quan đến trâu cái, và con nghé của nó, tại gần như một tuyến tính nhóm động vật ưu thế. Đàn cơ bản được bao quanh bởi đàn cấp dưới gồm con đực cấp dưới, con đực cấp cao, con cái và con già hoặc trâu tàn phế. Con đực trẻ giữ khoảng cách với trâu đực vượt trội, những con được nhận biết bởi độ dày cặp sừng. Hai loại đàn trâu đực đơn thân diễn ra: một là những con đực tuổi từ 4-7 năm và hai là những con đực 12 tuổi trở lên.
Trong mùa mưa, trâu đực trẻ tham gia lại đàn để giao phối với những con cái. Chúng sẽ ở lại với đàn trong suốt mùa để bảo vệ nghé con. Một số trâu đực lớn tuổi không còn tái gia nhập bầy đàn, khi chúng không còn có thể cạnh tranh với con trẻ tuổi, những con trâu đực hung hăng hơn. Những con đực có một tuyến tính phân cấp ưu thế dựa trên tuổi và kích cỡ. Từ lúc một con trâu an toàn khi một đàn lớn mạnh, trâu đực nổi trội có thể dựa vào con đực cấp dưới và đôi khi chịu được sự kết nối của chúng.
Trâu đực trưởng thành sẽ đấu sừng, tương tác ưu thế hay chiến đấu thực tế. Một con trâu đực sẽ tiếp cận cách khác, rống, với cặp sừng cụp xuống và chờ cho con trâu đực khác làm điều tương tự. Khi đấu sừng, trâu đực xoắn sừng từ bên này sang bên kia. Nếu đấu sừng chơi đùa, trâu có thể chà mặt và cơ thể đối phương trong suốt cuộc đấu sừng. Chiến đấu thực tế sẽ bạo lực nhưng rất hiếm và ngắn ngủi. Nghé con cũng có thể chống đỡ trong cuộc chơi, nhưng trâu cái trưởng hiếm khi đấu sừng trong tất cả.
Trâu rừng rậm châu Phi đáng chú ý vì biểu hiện vị tha. Trâu cái xuất hiện tính phô bày một số loại "hành vi bầu chọn". Trong thời gian nghỉ ngơi, trâu cái sẽ đứng lên, lê bước xung quanh, và ngồi xuống trở lại. Chúng sẽ ngồi theo hướng mà chúng nghĩ nên di chuyển. Sau một giờ lê bước, trâu cái đi theo hướng chúng quyết định. Quyết định này là chúng và không dựa trên hệ thống phân cấp hoặc ưu thế.
Khi bị truy đuổi bởi động vật ăn thịt, một đàn sẽ gắn bó chặt chẽ với nhau và gây khó khăn cho kẻ săn mồi để chọn ra một thành viên. Nghé con tụ tập ở trung tâm. Một đàn trâu sẽ phản hồi tiếng kêu cứu của một thành viên bị bắt và cố gắng giải cứu nó. Tiếng kêu cứu của con nghé sẽ nhận được sự quan tâm của không chỉ trâu mẹ, mà còn là cả đàn. Trâu sẽ tham dự vào hành vi đám đông khi chiến đấu với kẻ thù.

## Sinh sản

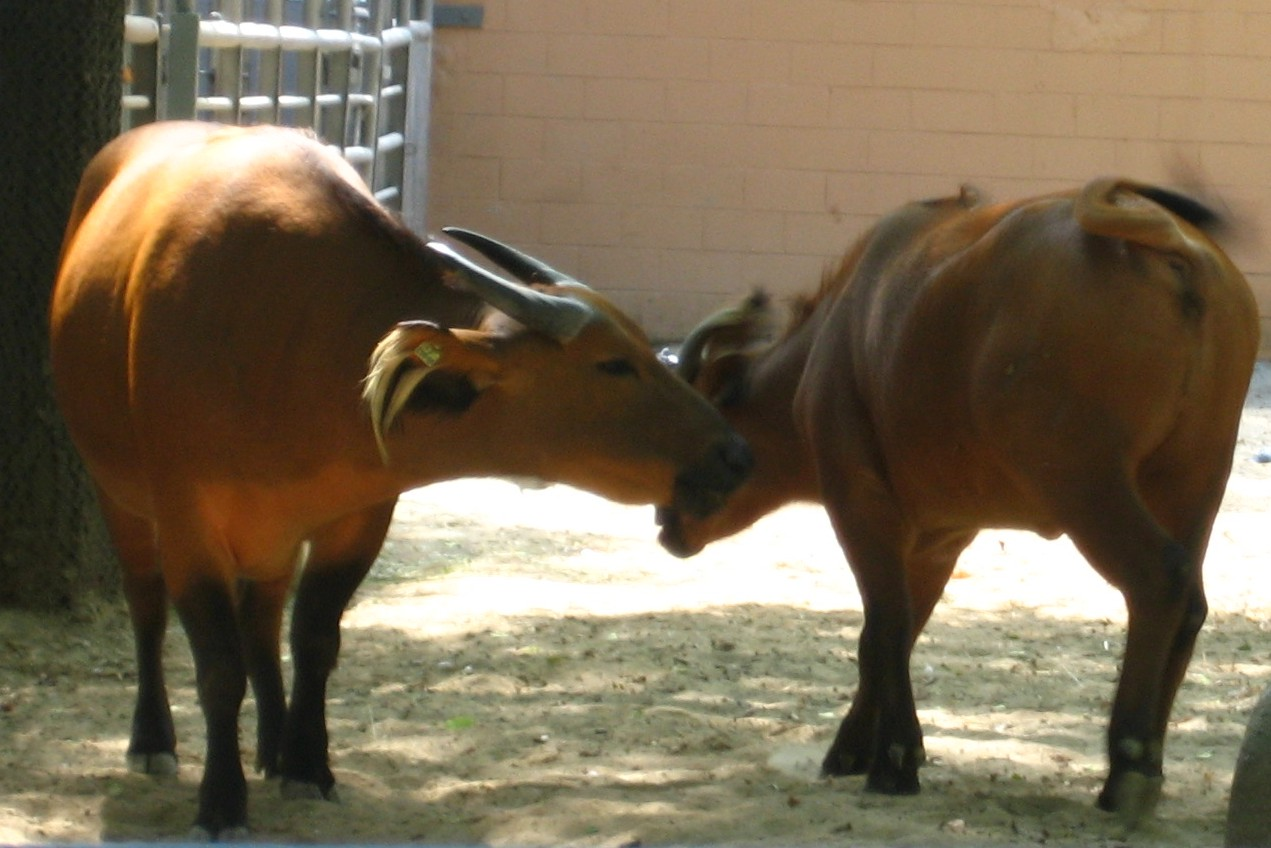
Trâu mẹ và trâu con

Trâu giao phối và sinh con chỉ trong mùa mưa. Đỉnh điểm sinh diễn ra vào đầu mùa, trong khi đỉnh điểm giao phối diễn ra sau đó. Một con đực sẽ bảo vệ chặt chẽ một con cái đi sâu vào vùng nóng, trong khi vẫn giữ các con đực khác tại vùng đất trũng. Đây là thời điểm khó khăn, trâu cái khá lảng tránh và thu hút nhiều trâu đực đến xung quanh. Bởi thời gian một con trâu đực đủ động dục, chỉ có trâu chiếm ưu thế nhất trong đàn/đàn cấp dưới là có.Nghé cái động dục đầu tiên lúc năm tuổi, sau một thai kỳ dài 11,5 tháng.
Nghé sơ sinh vẫn ẩn trong thảm thực vật trong vài tuần đầu tiên, được trâu mẹ nuôi dưỡng trước khi gia nhập đàn chính. Nghé lớn hơn được gia nhập tại trung tâm đàn cho an toàn. Mối ràng buộc mẹ con giữa trâu mẹ và nghé con kéo dài lâu hơn so với hầu hết các loài trâu bò. Tuy nhiên, khi một con nghé mới sinh ra, ràng buộc kết thúc và trâu mẹ sẽ giữ con non lứa trước của nó tại đất trũng với những nhát húc sừng. Tuy vậy, con non 1 tuổi sẽ theo mẹ nó một năm hoặc lâu hơn. Con đực rời khỏi mẹ mình khi hai tuổi và tham gia các đàn con đực đơn thân. Nghé non, bất thường trong các loài trâu, bú sữa từ phía sau mẹ nó, đẩy đầu vào giữa các chân của trâu mẹ.